# Comuna Kuusalu
Kuusalu (în germană Kusal) este o comună (vald) din Comitatul Harju, Estonia. Comuna cuprinde un număr de 3 târgușoare (alevik) și 64 de sate. Reședința comunei este târgușorul Kiiu. Localitatea a fost locuită de germanii baltici.

## Localități componente

### Târgușoare
- Kuusalu (Kuusalu)
- Kiiu (Kida)
- Kolga (Kolk)

### Sate
- Allika
- Andineeme
- Aru
- Haavakannu
- Hara
- Hirvli (Hirwli)
- Ilmastalu
- Joaveski
- Juminda (Jumentake)
- Kaberla
- Kahala
- Kalme
- Kasispea
- Kemba
- Kiiu-Aabla
- Kodasoo
- Koitjärve
- Kolga-Aabla
- Kolgaküla
- Kolgu
- Kosu
- Kotka
- Kupu
- Kursi
- Kuusalu (Kusal)
- Kõnnu
- Külmaallika
- Leesi (Leesi)
- Liiapeeksi
- Loksa
- Murksi
- Mustametsa
- Muuksi
- Nõmmeveski
- Mäepea
- Pala
- Parksi
- Pedaspea
- Pudisoo
- Põhja
- Pärispea
- Rehatse
- Rummu
- Salmistu
- Saunja
- Sigula
- Soorinna
- Suru
- Suurpea
- Sõitme
- Tammispea
- Tammistu
- Tapurla
- Tsitre
- Turbuneeme
- Tõreska
- Uuri
- Vahastu
- Valgejõe
- Valkla
- Vanaküla
- Vihasoo
- Viinistu (Wynest sau Finnisdorf)
- Virve